# Elecciones al Senado de Camboya de 2006
Las primeras elecciones senatoriales de Camboya se dieron el 22 de enero de 2006. Se trató un proceso electoral indirecto mediante el cual los Concejales Comunales, directamente elegidos en elecciones municipales, elegían a 57 de los 61 escaños del Senado de Camboya. Los otros cuatro escaños eran elegidos dos por la Asamblea Nacional y dos por el Rey. La restauración del Senado en 1999 se dio por iniciativa del Rey Norodom Sihanouk, quien eligió a todos los Senadores iniciales, teniendo que ratificarlos primero la Asamblea Nacional de Camboya. El resultado fue una victoria para el dominante Partido Popular de Camboya, que obtuvo 45 de los 57 escaños electos.

## Resultados
| Partido                                                                              | Votos  | %      | % | Escaños | Escaños |
| ------------------------------------------------------------------------------------ | ------ | ------ | - | ------- | ------- |
| Partido Popular de Camboya                                                           | 7,854  | 69.19% |   | 45      |         |
| Frente Unido Nacional por una Camboya Independiente, Neutral, Pacífica y Cooperativa | 2,320  | 20.44% |   | 10      |         |
| Partido Sam Rainsy (Nación Jemer)                                                    | 1,165  | 10.26% |   | 2       |         |
| Total                                                                                | 11.372 |        |   | 57      | 57      |
| Fuente: IPU                                                                          |        |        |   |         |         |